# Kong Young-seon
Kong Young-seon (koreanisch 공영선; * 9. Mai 1987) ist ein südkoreanischer Fußballspieler.
Kong Young-seon änderte 2015 seinen Namen in Gong Tae-ha (공태하).

## Karriere
Kong Young-seon erlernte das Fußballspielen in der Jugendmannschaft der Chunnam Dragons sowie in der Universitätsmannschaft der Yonsei University. Seinen ersten Vertrag unterschrieb er 2010 bei seinem Jugendverein Chunnam Dragons. Das Fußballfranchise aus Gwangyang spielte in der ersten Liga, der K League 1. 2014 wechselte er nach Thailand. Hier unterschrieb er einen Vertrag beim TOT SC. Mit dem Bangkoker Verein spielte er in der ersten Liga, der Thai Premier League. Nach 31 Erstligaspielen kehrte er Mitte 2015 in seine Heimat zurück. Hier schloss er sich den Daejeon Citizen aus Daejeon an. Der Verein spielte in der zweiten Liga, der K League Challenge. 2016 verpflichtete ihn der Drittligist Busan Transportation Corporation FC aus Busan. Für Busan stand er elfmal auf dem Spielfeld. Wo er seit 2017 spielt, ist unbekannt.